# Anders Bjärvall
Anders Bjärvall, född 2 februari 1938 i Bromma, är en svensk zoolog, rovdjursexpert och författare.
Bjärvall blev filosofie licentiat 1967 och filosofie doktor 1972. Han var assistent vid Stockholms universitet 1964–1967, intendent vid Svenska naturskyddsföreningen 1967–1972. Han var producent vid Sveriges radio 1972–1973. Han tillträdde en forskningstjänst vid Naturvårdsverket 1973, tjänstledig för arbete vid National Environment Management Council Tanzania från 1991. Han har gett ut böcker och medverkat i vetenskapliga och populärvetenskapliga skrifter. Anders Bjärvall var under 30 år rovdjurshandläggare vid Naturvårdsverket.
Bjärvall är son till rektor Edvin Bjärvall och småskollärare Elsa Inghagen. Han är sedan 1964 gift med laboratorieassistenten Annika Duvander (född 1939) och far till författaren Katarina Bjärvall (född 1966). Han är farbror till barnskådespelaren Per Andrén.